# E supremi apostolatus
E supremi (apostolatus) ist eine von Papst Pius X. herausgegebene Enzyklika.
Die am 4. Oktober 1903 veröffentlichte Enzyklika war die Antrittsenzyklika des neuen Papstes. In seinem Rundschreiben brachte er die tiefgründige Würdigung gegenüber seiner Wahl zum Papst durch Worte von Anselm von Canterbury zum Ausdruck, die dieser anlässlich seiner Berufung zum Erzbischof von Canterbury gebrauchte. Gleichzeitig würdigte er seinen Amtsvorgänger Papst Leo XIII. ausdrücklich als jemanden, „der fast 26 Jahre die Kirche mit größter Weisheit regierte, dessen rüstige Geisteskraft und reicher, makelloser Tugendglanz selbst den Feinden Bewunderung abnötigte und den Ruhm seines Namens durch glänzende Erfolge verklärte“.
Sein Pontifikat stellte Pius X. durch die Enzyklika unter das Leitwort Omnia restaurare in Christo (lateinisch: in Christus alles erneuern) mit dem Ziel, dass „Christus alles in allen sei“. Er sah dabei die damalige gegenwärtige Lage als überfrachtet mit Problemen wie Kriegen, die sogar zum Ende aller Tage führen könnten. Als Heilmittel wünschte er sich, die spirituellen Bedürfnisse zu pflegen und die Haltung der Katholischen Kirche zu Ehe, Erziehung, Respektierung des Eigentums sowie zum Erhalt von Recht und Ordnung in den sozialen Klassen zu betonen. Dabei sollten die Menschen zum Finden des Friedens Gott nicht verwerfen, sondern den Beistand Jesu Christi suchen, um dadurch zum Gehorsam gegenüber Gott zurückzufinden. Als kirchliche Aufgabe sah er es, die Menschen zum kirchlichen Geist zurückzuführen.
Pius X. betonte ferner die große Bedeutung der Ausbildung von Priestern durch den Erwerb der höchsten moralischen Ansichten in den Priesterseminaren. Dabei sollten die Priester zum Abbild Christi werden (lateinisch: „Curarum haec prima sunto, ut Christum formemus in iis, qui formando in ceteris Christo officio muneris destinantur“). Sie müssten – ebenso wie die Gläubigen – ständig durch die Bischöfe geleitet werden.